# Daichi Soga
Daichi Soga (曽我 大地 Soga Daichi?, nacido el 10 de marzo de 1998 en Hiroshima) es un futbolista japonés que se desempeña como centrocampista.

## Trayectoria

### Clubes
| Club            | País  | Año    |
| --------------- | ----- | ------ |
| Gainare Tottori | Japón | 2015 - |

## Estadística de carrera

### J. League
| Club            | Año   | J. League | J. League | Copa J. League | Copa J. League | Total | Total |
| Club            | Año   | Part.     | Goles     | Part.          | Goles          | Part. | Goles |
| --------------- | ----- | --------- | --------- | -------------- | -------------- | ----- | ----- |
| Gainare Tottori | 2015  | 2         | 0         | -              | -              | 2     | 0     |
| Gainare Tottori | 2016  | 7         | 0         | -              | -              | 7     | 0     |
| Gainare Tottori | 2017  | 3         | 0         | -              | -              | 3     | 0     |
| Total           | Total | 12        | 0         | 0              | 0              | 12    | 0     |